# Saint-Pierre (Włochy)
Saint-Pierre – miejscowość i gmina we Włoszech, w regionie Dolina Aosty.
Według danych na styczeń 2009 gminę zamieszkiwało 2968 osób przy gęstości zaludnienia 113,1 os./1 km².